# The 405
The 405 – brytyjski magazyn internetowy poświęcony muzyce rozrywkowej i kulturze, założony przez Olivera Primusa w 2008, działający do 2019 roku. 

## Historia i profil
Magazyn internetowy The 405 został założony przez Olivera Primusa w 2008 roku. Pracował on wcześniej w wytwórni płytowej, gdzie jednym z jego zadań było pisanie o niektórych artystach związanych z tą wytwórnią. Gdy odszedł z wytwórni, postanowił założyć bloga, by pisać o swoich ulubionych zespołach. W jednym z wywiadów stwierdził również, że znajdował wiele inspiracji w tekstach niezwiązanych z muzyką, ponieważ fascynował go sposób, w jaki autorzy tekstów technicznych czy filmowych podchodzili do swojej pracy. 
The 405 był niezależnym magazynem poświęconym muzyce i kulturze. Za cel postawił sobie odkrywanie i promowanie najnowocześniejszej muzyki, filmu, sztuki, technologii i mody. Współpracował z festiwalami muzycznymi (Green Man, Iceland Airwaves, Le Guess Who?) oraz z takimi przedsiębiorstwami jak BBC i Red Bull. Był wymieniany w innych magazynach muzycznych, takich jak: Clash, Consequence of Sound, NME, Pitchfork, Stereogum, dziennikach prowadzących działy muzyczne, takich jak: The Guardian, The Independent i The Telegraph oraz na stronach nadawców telewizyjnych, takich jak BBC.
Recenzje albumów muzycznych The 405 były cytowane w agregatorach opinii muzycznych: Album of the Year, AnyDecentMusic? oraz Metacritic.
30 listopada 2019 roku Oliver Primus poinformował za pośrednictwem Twittera o zakończeniu działalności swojego magazynu.